# George Widener
George Widener (* 8. února 1962, Covington, Kentucky) je umělec řazený k Art brut. Trpí lehčí formou autismu (Aspergerův syndrom) a využívá svou mimořádnou paměť a matematické schopnosti k vytváření složitých grafických kalendářů a numerických palindromů. Je malířský autodidakt.

## Život
George Widenera od dvanácti let vychovávala babička a teta. Jeho otec zemřel, když mu bylo 9 let, matka alkoholička skončila v ústavu. George sloužil od sedmnácti let ve zpravodajské službě amerického vojenského letectva, ale velkou část života pak strávil v psychiatrických ústavech, kde se léčil z depresí. Nyní žije v horském městečku Asheville v Severní Karolíně a často cestuje do zahraničí.
Widener kreslí obrázky na papírové ubrousky obarvené čajem a slepované do větších ploch. Vytváří na nich číselné vzorce ve formě "magických čtverců". Má fotografickou paměť a matematické schopnosti, které mu umožňují hledat historické souvislosti mezi událostmi vztaženými k určitým dnům hluboko do minulosti. Sám sebe charakterizuje jako cestovatele časem.
Widenerovy práce zahrnují kalendáře, složité diagramy, inventáře, grafy a tabulky výpočtů plné číslic, písmen a záhadných symbolů. Jeho oblíbenými náměty jsou historické katastrofy, jako bylo potopení Titaniku, ale také telefonní čísla a registrační značky aut.
Patří k předním představitelům Outsider Art a je zastoupen v mnoha sbírkách, včetně ABCD (Art brut connaissance & diffusion) Bruno Decharma v Paříži, The American Folk Art Museum, The Art Collection of the UC Davis M.I.N.D. Institute, Collection de l’Art Brut, Lausanne, Kröller-Müller Museum. V Londýně ho zastupuje Henry Boxer Gallery a v New York City galerie Ricco/Maresca.
Na konferenci o autismu a kreativitě, organizované roku 2008 Britskou Akademií a Královskou společností hovořil o Widenerových vizionářských alternativních světech Roger Cardinal, který o rok později vydal knihu The Art of George Widener.

### Ocenění
- Wynn Newhouse Award

### Výstavy (výběr)
- Jan Krugier, New York
- 2008 Magische Architektur, Kunsthaus Kannen, Münster
- Salon du Dessins Contemporain, Paris
- 2011 Outsider Art Fair, Armory Show, New York
- The Islands of Genius Exhibition (Fond du Lac, Wisconsin; for prodigious savants)
- 2010/2011 Weltenwandler – Die Kunst der Outsider, Schirn Kunsthalle, Frankfurt
- 2013 Alternative Guide to the Universe, Hayward Gallery, London
- 2013 Secret Universe IV: George Widener, Hamburger Bahnhof, Berlin 2013[3]
- 2015 Art brut live, sbírka abcd Bruno Decharma, DOX, Praha

### Videa
- Ingenious Minds: George Widener from Ricco Maresca Gallery[4]
- George Widener: Madness of Art from Ricco Maresca Gallery [5]
- George Widener from Ricco Maresca Gallery [6]
- Wahnsinnskunst, Gespräch mit dem Autisten George Widener [7]